# Polygonum subaphyllum
Polygonum subaphyllum är en slideväxtart som beskrevs av G.P. Sumnevicz. Polygonum subaphyllum ingår i släktet trampörter, och familjen slideväxter. Inga underarter finns listade i Catalogue of Life.